# Temporada 1957-58 de los Syracuse Nationals
La temporada 1957-58 fue la novena de los Syracuse Nationals en la NBA. La temporada regular acabó con 41 victorias y 31 derrotas, ocupando el segundo puesto de la división Este, clasificándose para los playoffs en los que cayeron en las semifinales de división ante los Philadelphia Warriors.

## Elecciones en elDraft
| Ronda | Puesto | Jugador          | Posición | Nacionalidad   | Universidad |
| ----- | ------ | ---------------- | -------- | -------------- | ----------- |
| 1     | 7      | George Bon Salle | Alero    | Estados Unidos | Illinois    |
| 2     | 15     | Jim Morgan       | Base     | Estados Unidos | Louisville  |

## Temporada regular
| División Este           | División Este | División Este | División Este | División Este | División Este | División Este | División Este | División Este |
| Equipo                  | G             | P             | %             | PD            | Casa          | Fuera         | Neutral       | Div           |
| ----------------------- | ------------- | ------------- | ------------- | ------------- | ------------- | ------------- | ------------- | ------------- |
| x-Boston Celtics        | 49            | 23            | .681          | -             | 25-4          | 16-13         | 8-6           | 20-16         |
| x-Syracuse Nationals    | 41            | 31            | .569          | 8             | 26-5          | 8-20          | 7-6           | 21-15         |
| x-Philadelphia Warriors | 37            | 35            | .514          | 12            | 15-11         | 11-19         | 11-5          | 17-19         |
| New York Knicks         | 35            | 37            | .486          | 14            | 16-12         | 11-18         | 8-7           | 14-22         |

## Playoffs

### Semifinales de División
Syracuse Nationals vs. Philadelphia Warriors
| Fecha       | Partido                                          | Ciudad     |
| ----------- | ------------------------------------------------ | ---------- |
| 15 de marzo | Syracuse Nationals 86, Philadelphia Warriors 82  | Syracuse   |
| 16 de marzo | Philadelphia Warriors 95, Syracuse Nationals 93  | Filadelfia |
| 18 de marzo | Syracuse Nationals 88, Philadelphia Warriors 101 | Syracuse   |
|             | Philadelphia gana las series 2-1                 |            |

## Estadísticas
| Rk | Jugador        | Edad | P  | PT | MP   | TC  | TCI  | %TC  | 3P | 3PI | %3P | TL  | TLI | %TL  | RO | RD | RT   | AS  | RB | TAP | BP | FP  | PTS  |
| 1  | Dolph Schayes  | 29   | 72 |    | 40.5 | 8.1 | 20.3 | .398 |    |     |     | 8.7 | 9.7 | .904 |    |    | 14.2 | 3.1 |    |     |    | 3.4 | 24.9 |
| 2  | Red Kerr       | 25   | 72 |    | 33.1 | 5.7 | 14.2 | .399 |    |     |     | 3.9 | 5.9 | .664 |    |    | 13.4 | 1.2 |    |     |    | 2.7 | 15.2 |
| 3  | Ed Conlin      | 24   | 60 |    | 31.2 | 5.7 | 14.6 | .391 |    |     |     | 3.6 | 4.5 | .796 |    |    | 7.3  | 2.2 |    |     |    | 2.8 | 15.0 |
| 4  | Larry Costello | 26   | 72 |    | 38.1 | 5.3 | 12.3 | .426 |    |     |     | 4.4 | 5.3 | .847 |    |    | 5.3  | 4.4 |    |     |    | 3.4 | 14.9 |
| 5  | Togo Palazzi   | 25   | 67 |    | 14.9 | 3.4 | 8.6  | .394 |    |     |     | 1.8 | 2.6 | .719 |    |    | 3.6  | 0.6 |    |     |    | 1.9 | 8.6  |
| 6  | Al Bianchi     | 25   | 69 |    | 20.6 | 3.1 | 9.1  | .344 |    |     |     | 2.0 | 3.0 | .683 |    |    | 3.2  | 1.7 |    |     |    | 2.7 | 8.3  |
| 7  | Bob Hopkins    | 23   | 69 |    | 17.7 | 3.2 | 8.0  | .399 |    |     |     | 1.8 | 2.3 | .764 |    |    | 5.7  | 0.7 |    |     |    | 2.3 | 8.2  |
| 8  | Bob Harrison   | 30   | 72 |    | 25.0 | 2.9 | 8.4  | .348 |    |     |     | 1.3 | 1.7 | .795 |    |    | 2.3  | 2.3 |    |     |    | 2.8 | 7.2  |
| 9  | Earl Lloyd     | 29   | 61 |    | 17.1 | 2.0 | 5.9  | .331 |    |     |     | 1.3 | 1.7 | .745 |    |    | 4.7  | 1.0 |    |     |    | 2.9 | 5.2  |
| 10 | Paul Seymour   | 30   | 64 |    | 11.9 | 1.7 | 4.9  | .340 |    |     |     | 0.8 | 1.0 | .841 |    |    | 1.7  | 1.5 |    |     |    | 1.4 | 4.2  |
| 11 | Joe Holup      | 23   | 16 |    | 8.3  | 0.9 | 3.6  | .246 |    |     |     | 1.0 | 1.4 | .696 |    |    | 1.4  | 0.8 |    |     |    | 1.4 | 2.8  |

## Galardones y récords
| Jugador       | Galardón                 |
| Dolph Schayes | Mejor quinteto de la NBA |